# Goebbels: A Biography (livro)
Goebbels: A Biography  é um livro de 2015 de Peter Longerich. O livro apresenta um relato e análise da vida do ministro da propaganda nazista Joseph Goebbels, com uso extensivo de material retirado do seu diário que manteve de 1923 a 1945. É uma tradução em inglês do livro original em alemão de 2010, Goebbels: Biographie de Longerich.